# Рём, Элизабет
Эли́забет Рём (англ. Elisabeth Röhm; род. 28 апреля 1973, Дюссельдорф) — американская актриса, наиболее известная благодаря роли помощника окружного прокурора Серены Саутерлин в сериале NBC «Закон и порядок», где она снималась с 2001 по 2005 год.

## Ранние годы
Рём родилась в Дюссельдорфе, Германия, в семье Эберхарда Рёма и Лизы Лаврд. Когда Элизабет ещё не было и года, её семья переехала в Нью-Йорк. Окончила St. Andrew’s-Sewanee School и Sarah Lawrence College.

## Карьера
Рём начала свою карьеру в дневной мыльной опере «Одна жизнь, чтобы жить», а затем переместилась в прайм-тайм, с 1999 по 2001 год играя второстепенную роль в «Ангел». Затем она присоединилась в роли нового помощника окружного прокурора Серены Сазерли в сериале NBC «Закон и порядок». С тех пор Рём снималась в малых фильмах, чаще всего для кабельного телевидения, а также играла второстепенные роли в сериалах «Герои», «Список клиентов» и «Красавица и чудовище».
В 2013 году Рём имела роль второго плана в фильме Дэвида О. Расселла «Афера по-американски». Два года спустя она получила роль в другом фильме Расселла, «Джой» с Дженнифер Лоуренс. В 2014-15 годах Рём снималась на регулярной основе с сериале CBS «Сталкер».

## Личная жизнь
С 2008 по 2014 год Рём была замужем за предпринимателем Роном Энтони Вустером. У бывших супругов есть дочь — Истон Огест Энтони (род. 10 апреля 2008).

## Избранная фильмография
| Год       |    | Русское название                           | Оригинальное название                   | Роль                  |
| --------- | -- | ------------------------------------------ | --------------------------------------- | --------------------- |
| 1997—1998 | с  | Одна жизнь, чтобы жить                     | One Life to Live                        | Дороти Хейес          |
| 1998      | с  | Остров фантазий                            | Fantasy Island                          | красотка Синди        |
| 1999—2001 | с  | Ангел                                      | Angel                                   | детектив Кейт Локли   |
| 2001—2005 | с  | Закон и порядок                            | Law & Order                             | Серена Саутерлин      |
| 2005      | ф  | Мисс Конгениальность 2: Прекрасна и опасна | Miss Congeniality 2: Armed and Fabulous | агент Дженет Маккарен |
| 2007      | с  | Хроники будущего                           | Masters of Science Fiction              | лейтенант Грейнджер   |
| 2008—2013 | с  | Менталист                                  | The Mentalist                           | Софи Миллер           |
| 2009      | с  | 90210: Новое поколение                     | 90210                                   | Битси Эпстайн         |
| 2009—2010 | с  | Герои                                      | Heroes                                  | Лорен Гилмор          |
| 2011      | ф  | Погоня                                     | Abduction                               | Лорна                 |
| 2011—2013 | с  | Список клиентов                            | The Client List                         | Тейлор Беркхалтер     |
| 2012      | ф  | Транзит                                    | Transit                                 | Робин                 |
| 2012      | с  | C.S.I.: Место преступления Майами          | CSI: Miami                              | Джилл Феррис          |
| 2012      | тф | Озеро страха 4: Последняя глава            | Lake Placid: The Final Chapter          | шериф Джове           |
| 2013      | ф  | Афера по-американски                       | American Hustle                         | Долли Полито          |
| 2014      | ф  | Мега-акула против Меха-акулы               | Mega Shark versus Mecha Shark           | Рози Грей             |
| 2014      | с  | Красавица и чудовище                       | Beauty & the Beast                      | агент ФБР Дана Лэндон |
| 2014—2015 | с  | Сталкер                                    | Stalker                                 | Аманда Тейлор         |
| 2015      | ф  | Джой                                       | Joy                                     | Пегги                 |
| 2016      | с  | Последний корабль                          | The Last Ship                           | Эллисон Шоу           |
| 2016—2017 | с  | Гавайи 5.0                                 | Hawaii Five-0                           | доктор Мэдисон Грей   |
| 2017      | с  | Морская полиция: Спецотдел                 | NCIS                                    | Мэй Доусон            |
| 2017      | с  | С чистого листа                            | Flaked                                  | Алекс                 |
| 2017      | ф  | Его собачье дело                           | Once Upon a Time in Venice              | Анна Филлипс          |
| 2017      | ф  | Бойся своих желаний                        | Wish Upon                               | Джоанна Шеннон        |
| 2017—2019 | с  | Девственница Джейн                         | Jane the Virgin                         | Айлин                 |
| 2018      | с  | Частный детектив Магнум                    | Magnum, P.I.                            | Брук Мейсон           |
| 2019      | ф  | Скандал                                    | Bombshell                               | Марта Маккаллум       |